# 美国语言学会
美国语言学会（英語：Linguistic Society of America）是一个在美国纽约市于1924年底成立的语言学学会，致力于促进对语言的科学研究。该协会出版两本学术期刊，《语言》和开放获取的《语义和语用学》。该学会每年冬季举行年会，通过同行评审的研究成果以及开展协会的官方事务，促进会员之间的讨论。自1928年以来，美国语言学会通过其每两年一次、在夏季举行的语言学院课程为语言学家提供培训。美国语言学会及其3,600名成员致力于提高公众对语言问题的意识，并推动有关双语教育和濒危语言保護等问题的政策辩论。

## 历史
美国语言学会成立于1924年12月28日，当时约75位语言学家召开会议选举主席团成员，批准章程，并提交论文以促进语言学领域内的交流。 创始成员包括31名妇女，其中大多数都是教育工作者而非研究机构的学者。到1935年，半数的女性创始成员离开了该协会，这个比例与男性成员的相近。这在很大程度上是由于语言学领域的专业化对妇女的影响过大，因为大多数妇女不在学术界工作。
在美国语言学会建立之前还存在着许多其他类似的学会，包括美国语文学会和美國現代語言學會。随着1921年和1922年中萨丕尔的《语言》和索绪尔的《普通语言学教程》的分别出版，语言学开始成型为一门独立的学科。虽然语言学是一门国际性的学科，但美国语言学会的创始人日益意识到美国语言学与当时流行的欧洲传统课题和方法论有所不同。创始成员之一伦纳德·布龙菲尔德解释了建立这个学会的必要性，使语言科学能够类似于，但分别于其他科学那样建立一种“职业意识”。
从一开始，美国语言学会专注于建立语言学，将其与语文学和人类学等其他领域区分。该学会的创始人因此被誉为“科学革命者”，因为该学会成员的早期学术研究拒绝了先前的语言学和方法而支持并采用新的方法，从而为描述语言学的发展做出了贡献。但是考虑到女性成员的观点后，该学会在她们的学术上没有那么具有革命性，反而更加多样化。
1925年3月，美国语言学会出版了其旗舰期刊《语言》的第一版。同年，该协会选举了第一任会长赫尔曼·科利兹（Hermann Collitz）。1927年，在该组织成立三年后，美国语言学会被纳为美国学术团体理事会成员。次年，该学会的一位创始成员埃德加·斯特蒂文特（Edgar Sturtevant）组织了第一届语言学研讨会，至今仍每两年举办一次。
随着美国语言学会的发展，它开始在专业领域之外发挥更大的作用。在第二次世界大战期间，该学会通过其语言学院帮助了美国政府开展语言培训计划。1969年，长期担任财务秘书的阿奇博尔德·希尔退休后，该学会对其组织结构进行了重大调整，以更好地适应其慢慢增長的作用。学会扩大了财务秘书的职责，并在华盛顿特区设立了一个秘书处，作为学会成员、联邦政府和其他专业组织之间的联络机构。1981年，美国语言学会和另外九个专业组织成立了社会科学协会联盟，以倡导政府对社会科学研究的支持。

## 组织结构
美国语言学会由三名干事和一个执行委员会管理。三名干事（会长、副会长和财务秘书）由学会成员选举产生。会长每届任期一年，担任执行委员会主席，并主持当年年会。会长首先被选为副会长，任期一年，还带有候选会长的头衔，然后在年度会议结束时接任会长一职。财务秘书由执行委员会提名并由会员选举产生，任期五年。财务秘书担任美国语言学会的首席财务官。目前，劳伦斯·霍恩（Laurence Horn）担任2021年会长，約翰·鮑（John Baugh）担任副会长。现任财务秘书由雷诺·格勒诺布尔（Lenore Grenoble）于2018年1月就职，其任期至少到2023年。
执行委员会对美国语言学会的所有政策决定拥有最终权力。委员会由12名成员组成，其中11人具有投票权。执行董事是当然成员，没有投票权，而三名干事和上一年的会长则担任该机构有投票权的成员。其余七个职位由成员具体选举产生并担任。一名是学生会员，任期两年，而其余六个是正式委员，任期三年。三年任期的选举交错进行，每年选举两名成员。执行董事由执行委员会提名，由会长任命。他们担任首席行政官员，监督学会的执行和对政策的遵守情况，并直接向执行委员会报告。
任何缴纳会费的人都可以成为美国语言学会的会员，并有权获得该协会旗舰出版物《语言》，以及向学会出版物提交稿件和供年会审议的摘要。居住在美国以外的学者经执行委员会提名，可当选为名誉会员。目前美国语言学会约有3500名成员。
美国语言学会设有一些常务委员会和语言学领域的特殊兴趣小组，包括： 
- 濒危语言及其保护委员会（CELP）
- 伦理委员会
- 语言学种族多样性委员会（CEDL）
- 学校课程語言學委员会（LiSC）
- 高等教育语言学委员会（LiHeC）
- 公共关系委员会
- 公共政策委员会（CoPP）
- 学生问题与关注委员会（COSIAC）
- 語言學性別公平委員會（COGEL），舊稱语言学届妇女地位委员会（COSWL）
- 语言学学术交流委员会（COSCIL）
- 语言学LGBTQ +问题委員會
- 学术界以外的语言学特别兴趣小组

## 会议

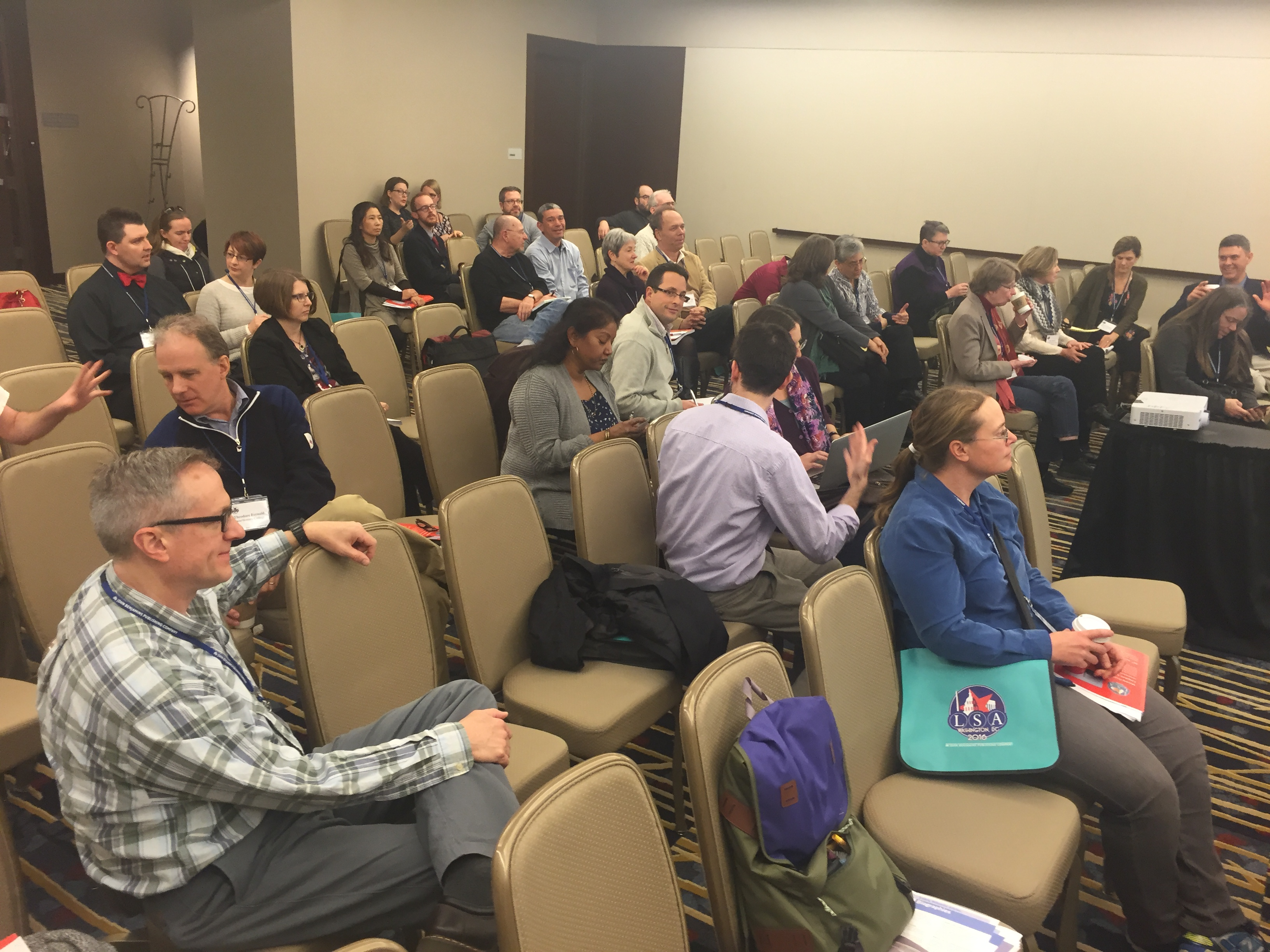
美国语言学会2016年会上有关维基百科编辑的演讲的参与者

美国语言学会第一次会议于1924年12月28日在纽约市美國自然史博物館举行。 在1982年之前，该学会每半年举行一次会议，夏季和冬季各一次。自1982年以来，学会改成每年冬季举行一次会议。直到1990年，会议改在1月初举行。
该学会年会为期四天，与许多姊妹组织共同举行，如美国方言学会，美国名称学会 （页面存档备份，存于），美洲土著语言研究学会，北美语言科学史学会和皮钦语和克里奥尔语言学会。 会员可以将摘要提交给计划委员会，以供年会的演讲和海报会议审议。该学会还會在其年会上提供“微型课程”，提供各个领域的指导，例如Python脚本和使用R语言的统计方法。 

### 语言学院
美国语言学会在夏季举行为期四周的语言学院，每两年举办一次，涵盖有关语言学各方面的讲座和课程。该学院被认为是该学会的最重要服务之一，通过推动心理语言学和社会语言学等新方向，促进了该领域的发展。每个学院都有许多以著名语言学家命名的特命教授职位：一般语言学的萨丕尔教授职位， 历史语言学的赫尔曼（Hermann）和克拉拉（Klara）职位， ，以及自2005年以来的语言实地调查与濒危语言保护的肯·海尔（Ken Hale）教授职位。最新的教授职位以已故会长查尔斯·费尔默（Charles Fillmore）命名。美国语言学会还设立了一系列以著名的语言学家及其家庭成员的名字命名的学生奖学金，其中包括以肯·海尔（Ken Hale），詹姆斯·麦考什（James McCawley），伊万·萨格（Ivan Sag）和朱莉娅·布洛赫（Julia Bloch）。布洛赫研究员同时兼任学会执行委员会委员和学生委员会主席。2019年，美国语言学会又增设了两个奖学金，第一个以查尔斯·菲尔莫尔（Charles Fillmore）命名，第二个以雪田幸纪（Yuki Koroda）命名。
1927年春，莱因霍尔德·萨利斯基（Reinhold Saleski）首次提出建立语言研究所的想法。这个羽翼未丰的学会一开始有些犹豫，但埃德加·斯特特万特（Edgar Sturtevant）对这个想法很感兴趣。斯特特万特将萨利斯基的思想塑造成了一种至今仍在使用的模型：将学者们与课程作业结合在一起。执行委员会投票通过并授权在1928年举办第一届语言学院，并在1929年批准举办第二届语言学院。在1931年第四届學院之后，由于经济大萧条，该项目中断了四年。直到1988年前，每年与学会夏季会议同时举行，但該年由于费用上升，该学会宣布语言学院将每隔一年举行一次。与此同时，学会的夏季会议也中断了。（有关语言学院的详细历史记录，请参见Falk 2014。） 
除了主语言学院之外，美国语言学会还會赞助与主语言学院隔年举行的合作语言研究所（CoLang）。2018年合作语言研究所在佛罗里达大学举行，2020年由于新冠肺炎疫情，合作语言研究所被取消，而2022年合作语言研究所将在蒙大拿大学举行。美国语言学会将在此活动中赞助一系列的学生奖学金。

## 刊物
美国语言学会會出版两本期刊，还會出版音系学年会、语义学和语言学理论年会（SALT）、伯克利语言学会年会（BLS）的会议论文集、以及自身年会的扩展会议摘要。
美国语言学会的旗舰期刊《语言》被评为该领域的顶级期刊之一。该期刊几乎与学会本身一样古老，于1925年3月首次出版，由乔治·梅尔维尔·博林（George Melville Bolling），奥雷利奥·埃斯皮诺萨（Aurelio Espinosa）和萨丕尔编辑。该期刊于2016年出版了第92卷，由格里高里·卡尔森（Gregory Carlson）担任编辑。 卡尔森博士的继任者，安德里斯·库切于2016年当选为《语言》的编辑，并于2017年就任，任期七年。该期刊是部分开放获取的，允许发表的文章一年后开放获取，或立即支付费用。
《语言》的姊妹刊《语义学和语用学》是完全开放获取的。它創始于2008年作為美国语言学会开发的eLanguage发布平台的合刊，但随着eLanguage的停刊，《语义学和语用学》在2013年成为了独立的完整期刊。 新出版物的目标不仅是发表文章，而且還使用开放出版方面的进步，包括快速周转时间和完全开放获取，做到這一件事。
2018年，美国语言学会推出了第二份《语言》姊妹刊，题为《语音数据与分析》，当时发布了征稿通知，于2019年6月发表了第一篇文章。
美国语言学会出版了一系列会议论文集，包括：《语义学和语言理论》（SALT）、《音系学年会》（AMP）、《伯克利语言学会》（至第45卷）和《美国语言学会会议记录》（舊稱《扩展摘要》）。这些出版物都是完全开放获取的。

## 倡导
美国语言学会旨在推动语言的科学研究，并通过宣传工作实现这一目标。该学会意識到其在宣传方面日益增长的作用，于1969年在华盛顿特区成立了一个秘书处，以更好地联系其成员与政府。這時，该学会作为社会科学协会联合会（COSSA）的一部分，开始与其他专业组织进行会面和交流研究。1981年，里根行政對社会科学研究经费進行削減，於是美国语言学会和另外九个专业组织成立了社会科学协会联合会，作为社会科学研究经费的倡导者。
宣传工作不仅限于科学资助，而且还涉及大範圍的公共政策问题。多年来，美国语言学会成员已经通过了许多有关公共政策问题的决议。1987年，该学会正式表态反对美国的唯英语运动，指出“唯英語措施……是基于对共同语言在建立政治统一中的作用的误解，并且……不符合美国语言宽容的基本传统。” 为了进一步坚持这一立场，该成员於1996年批准了一项关于语言权利的声明，宣布“美国政府和人民负有特殊义务使土著人民保留其语言和文化”，并宣布了七項基本语言权利，包括“对其子女进行‘承认其母语能力’的教育……”，其中包括用英语以外的其他语言进行教育的可能性。五年后，美国语言学会支持并承认手语与其他语言享有平等地位。2001年，该学会通过了决议“确认聋人群体使用的手语是發展完全的语言，具有口语的所有结构特征和表达范围”，并敦促在学术和政治生活中给予手语与其他语言一樣的尊重。
该学会还参与了更有针对性的宣传工作。1997年，美国语言学会的一项决议支持了奥克兰校董会试图支持對非洲裔美国人白话英语的獨特特徵敏感的教学（所谓的“Ebonics”辩论）。最近，美国语言学会提倡通过法案以资助针对美洲原住民语言的振兴计划。然而，他们的努力并不仅限于语言。出于对促进多样性（尤其是语言多样性）的兴趣，美国语言学会与其他专业协会一起在费舍尔诉德州大学最高法院一案中签署了法院之友書狀，陈述了肯定性行动政策的重要性，并敦促保留这些政策。 

## 获奖情况
美国语言学会在其年度会议上颁发一系列奖项。奖项及其相关描述，与其当前持有人如下：
- 《语言》最佳论文：授予当年在《语言》杂志上发表的最佳论文；所有至少有一位美国语言学会成员寫作的发表论文均符合资格。[40]
- 早期职业奖：授予在职业生涯早期对“语言学领域做出杰出贡献”的成员。
- 社区语言学卓越奖：授予为社区语言的利益做出了“杰出贡献”的语言社区成员（通常在专业语言学家的学术领域之外）。
- 肯尼斯·海尔奖：以语言学家肯尼斯·海尔（Kenneth Hale）的名字命名，该奖项授予那些在濒临灭绝或不再使用的特定语言或语言族的文档方面做过“杰出工作”的成员。
- 伦纳德·布卢姆菲尔德图书奖：以语言学家伦纳德·布龙菲尔德的名字命名，该奖项授予对我们對语言和语言学的理解做出“具有永恒价值的杰出贡献”的图书。
- 语言服务奖：授予为社会做出“杰出服务”的会员
- 语言学，语言和公众奖：授予在提名截止日期前四年内“有效提高公众对语言学和语言的认识和理解”的成员；任何媒介的作品都符合资格，並可以被考虑多个周期。
- 学生摘要奖：授予向年度会议提交摘要的学生。
- 维多利亚·弗罗姆金终身服务奖：以语言学家维多利亚·弗罗姆金（Victoria A. Fromkin）的名字命名，该奖项授予在整个职业生涯中为“对学科和社会做出非凡服务”的会员
- 语言学新闻奖：该奖项于2014年首次颁发，授予上一年度“其作品最能代表语言学的新闻工作者”。[41] [42]

### “语言学，语言和公共奖”获得者
往届“语言学，语言和公共奖”得主包括： 
- 安妮·库赞（Anne Curzan）
- 迈克尔·埃拉德（Michael Erard）
- 莉安·欣顿（Leanne Hinton）
- 安妮·哈德利（Anne H. Charity Hudley）
- 语言记录
- 格蕾琴·麥克卡勒克（Gretchen McCulloch）
- 约翰·麦克沃尔特（John McWhorter）
- 唐娜·乔·娜波莉（Donna Jo Napoli）
- 北美计算语言学公开赛
- 杰弗里·南伯格（Geoffrey Nunberg）
- 斯蒂芬·平克
- 约翰·R·里克福德（John R. Rickford）
- 德博拉·坦嫩（Deborah Tannen）
- 沃尔特·沃尔夫拉姆（Walt Wolfram）

## 另请参阅
- SIL国际